# UCI Europe Tour 2023
L'UCI Europe Tour 2023 è stata la diciannovesima edizione dell'UCI Europe Tour, uno dei cinque circuiti continentali di ciclismo dell'Unione Ciclistica Internazionale, il suo calendario era composto da 200 corse che si disputano in Europa.
Durante tutta la stagione i punti sono stati assegnati ai vincitori delle gare in linea, ai primi della classifica generale e ai vincitori di ogni tappa delle corse a tappe. La qualità e la complessità di una gara ha determinato anche quanti punti sono stati assegnati ai primi classificati: più alto era il punteggio UCI di una gara, più punti sono stati assegnati.
La classificazione UCI dal più alto al più basso è stata la seguente:
- corse di un giorno: 1.1 e 1.2;
- corse a tappe: 2.1 e 2.2.

## Squadre
Le squadre che possono partecipare alle differenti gare dipendono dalla categoria di appartenenza della corsa. Di seguito la tabella completa con il regolamento.
| Categoria | Categoria                | Squadre                                                                          |
| --------- | ------------------------ | -------------------------------------------------------------------------------- |
| .1        | 1.1 (Corse di un giorno) | * Squadre World Tour (max 50%) * Pro Team * Continental Team * Squadre Nazionali |
| .1        | 2.1 (Corse a tappe)      | * Squadre World Tour (max 50%) * Pro Team * Continental Team * Squadre Nazionali |
| .2        | 1.2 (Corse di un giorno) | * Pro Team * Continental Team * Squadre Nazionali * Squadre regionali e di club  |
| .2        | 2.2 (Corse a tappe)      | * Pro Team * Continental Team * Squadre Nazionali * Squadre regionali e di club  |

## Calendario

### Gennaio
| Data | Prova                                         | Cat. | Vincitore           | Squadra                  |
| ---- | --------------------------------------------- | ---- | ------------------- | ------------------------ |
| 22   | Clàssica Comunitat Valenciana 1969 (2023)     | 1.1  | Arnaud De Lie       | Lotto Dstny              |
| 25   | Trofeo Calvià (2023)                          | 1.1  | Rui Costa           | Intermarché-Circus-Wanty |
| 26   | Trofeo Alcúdia-Port d'Alcúdia (2023)          | 1.1  | Marijn van den Berg | EF Education-EasyPost    |
| 27   | Trofeo Port d'Andratx-Port de Pollença (2023) | 1.1  | Kobe Goossens       | Intermarché-Circus-Wanty |
| 28   | Trofeo Serra de Tramuntana (2023)             | 1.1  | Kobe Goossens       | Intermarché-Circus-Wanty |
| 28   | Grand Prix Aspendos (2023)                    | 1.2  | Egor Strelnikov     | Vino SKO Team            |
| 29   | Trofeo Playa de Palma-Palma (2023)            | 1.1  | Ethan Vernon        | Soudal Quick-Step        |
| 29   | Grand Prix Cycliste la Marseillaise (2023)    | 1.1  | Neilson Powless     | EF Education-EasyPost    |

### Febbraio
| Data  | Prova                                     | Cat. | Vincitore                                                   | Squadra                                                     |
| ----- | ----------------------------------------- | ---- | ----------------------------------------------------------- | ----------------------------------------------------------- |
| 1°-5  | Étoile de Bessèges (2023)                 | 2.1  | Neilson Powless                                             | EF Education-EasyPost                                       |
| 4     | Grand Prix Apollon Temple (2023)          | 1.2  | Sergej Rostovcev                                            | Beykoz Belediyesi Spor Kulübü                               |
| 9-12  | Tour of Antalya                           | 2.1  | Annullato a causa del terremoto in Turchia e Siria del 2023 | Annullato a causa del terremoto in Turchia e Siria del 2023 |
| 11    | Vuelta a Murcia (2023)                    | 1.1  | Ben Turner                                                  | Ineos Grenadiers                                            |
| 12    | Figueira Champions Classic (2023)         | 1.1  | Casper Pedersen                                             | Soudal Quick-Step                                           |
| 13    | Clásica Jaén Paraiso Interior (2023)      | 1.1  | Tadej Pogačar                                               | UAE Team Emirates                                           |
| 17-19 | Tour des Alpes-Maritimes et du Var (2023) | 2.1  | Kévin Vauquelin                                             | Team Arkéa-Samsic                                           |
| 23-26 | Gran Camiño (2023)                        | 2.1  | Jonas Vingegaard                                            | Jumbo-Visma                                                 |
| 28    | Le Samyn (2023)                           | 1.1  | Milan Menten                                                | Lotto Dstny                                                 |

### Marzo
| Data  | Prova                                                 | Cat. | Vincitore              | Squadra                      |
| ----- | ----------------------------------------------------- | ---- | ---------------------- | ---------------------------- |
| 1°    | Umag Trophy (2023)                                    | 1.2  | Adam Ťoupalík          | Elkov-Kasper                 |
| 4     | Grand Prix Criquielion (2023)                         | 1.1  | Sam Welsford           | Team DSM                     |
| 4     | Ster van Zwolle (2023)                                | 1.2  | Coen Vermeltfoort      | VolkerWessels Cycling Team   |
| 4     | Le Tour des 100 Communes (2023)                       | 1.2  | Jonathan Vervenne      | Soudal Quick-Step Devo Team  |
| 4     | Alanya Cup (2023)                                     | 1.2  | Willie Smit            | China Glory Continental CT   |
| 4-5   | Visit South Aegean Islands (2023)                     | 2.2  | Jakub Otruba           | ATT Investments              |
| 5     | Grote Prijs Jean-Pierre Monseré (2023)                | 1.1  | Gerben Thijssen        | Intermarché-Circus-Wanty     |
| 5     | Grand Prix de la Ville de Lillers (2023)              | 1.2  | Andreas Stokbro        | Leopard Togt Pro Cycling     |
| 5     | Poreč Trophy (2023)                                   | 1.2  | Patryk Stosz           | Voster ATS Team              |
| 9-12  | Istrian Spring Trophy (2023)                          | 2.2  | Tijmen Graat           | Jumbo-Visma Development Team |
| 11    | International Rhodes Grand Prix (2023)                | 1.2  | Eirik Lunder           | Team Coop-Repsol             |
| 12    | Ronde van Drenthe (2023)                              | 1.1  | Per Strand Hagenes     | Jumbo-Visma                  |
| 12    | Dorpenomloop Rucphen (2023)                           | 1.2  | Laurenz Rex            | Circus-ReUz-Technord         |
| 17    | Youngster Coast Challenge (2023)                      | 1.2U | Warre Vangheluwe       | Soudal Quick-Step Devo Team  |
| 17-19 | International Tour of Rhodes (2023)                   | 2.2  | António Morgado        | Hagens Berman Axeon          |
| 18    | Classic Loire Atlantique (2023)                       | 1.1  | Axel Zingle            | Cofidis                      |
| 19    | Cholet-Pays de la Loire (2023)                        | 1.1  | Laurence Pithie        | Groupama-FDJ                 |
| 19    | Per sempre Alfredo (2023)                             | 1.1  | Felix Engelhardt       | Team Jayco AlUla             |
| 19    | Clássica da Arrábida (2023)                           | 1.2  | Orluis Aular           | Caja Rural-Seguros RGA       |
| 19    | GP Slovenian Istria (2023)                            | 1.2  | Bartłomiej Proć        | Santic-Wibatech              |
| 19    | La Popolarissima (2023)                               | 1.2  | Davide Persico         | Team Colpack Ballan          |
| 21-25 | Settimana Internazionale di Coppi e Bartali (2023)    | 2.1  | Mauro Schmid           | Soudal Quick-Step            |
| 22-26 | Olympia's Tour (2023)                                 | 2.2  | Mathias Bregnhøj       | Leopard Togt Pro Cycling     |
| 22-26 | Volta ao Alentejo (2023)                              | 2.2  | Orluis Aular           | Caja Rural-Seguros RGA       |
| 23    | GP Goriška & Vipava Valley (2023)                     | 1.2  | Adam Ťoupalík          | Elkov-Kasper                 |
| 26    | La Roue Tourangelle Région Centre Val de Loire (2023) | 1.1  | Rory Townsend          | Bolton Equities Black Spoke  |
| 26    | Grand Prix Adria Mobil (2023)                         | 1.2  | Tilen Finkšt           | Adria Mobil                  |
| 26    | Syedra Ancient City (2023)                            | 1.2  | Polychronis Tzortzakis | Grecia                       |
| 26    | Kattekoers (2023)                                     | 1.2U | Gil Gelders            | Soudal-Quick-Step Devo Team  |
| 31    | Route Adélie de Vitré (2023)                          | 1.1  | Fredrik Dversnes       | Uno-X Pro Cycling Team       |

### Aprile
| Data  | Prova                                                    | Cat. | Vincitore              | Squadra                      |
| ----- | -------------------------------------------------------- | ---- | ---------------------- | ---------------------------- |
| 1°    | Volta Limburg Classic (2023)                             | 1.1  | Kaden Groves           | Alpecin-Deceuninck           |
| 2     | Trofeo Piva (2023)                                       | 1.2U | Giacomo Villa          | Biesse-Carrera               |
| 4-7   | Région Pays de la Loire Tour (2023)                      | 2.1  | Alexander Kamp         | Tudor Pro Cycling Team       |
| 6-9   | Circuit des Ardennes International (2023)                | 2.2  | Mathias Bregnhøj       | Leopard Togt Pro Cycling     |
| 10    | Giro del Belvedere (2023)                                | 1.2U | Johannes Staune-Mittet | Jumbo-Visma Development Team |
| 11    | Parigi-Camembert (2023)                                  | 1.1  | Valentin Ferron        | TotalEnergies                |
| 11    | Gran Premio Palio del Recioto (2023)                     | 1.2U | Tijmen Graat           | Jumbo-Visma Development Team |
| 11-14 | Giro di Sicilia (2023)                                   | 2.1  | Aleksej Lucenko        | Astana Qazaqstan Team        |
| 12-16 | Tour du Loir-et-Cher (2023)                              | 2.2  | Tim Marsman            | Metec-Solarwatt p/b Mantel   |
| 14    | Classic Grand Besançon Doubs (2023)                      | 1.1  | Victor Lafay           | Cofidis                      |
| 15    | Tour du Jura Cycliste (2023)                             | 1.1  | Kévin Vauquelin        | Team Arkéa-Samsic            |
| 15    | Arno Wallaard Memorial (2023)                            | 1.2  | Rasmus Bøgh Wallin     | Restaurant Suri-Carl Ras     |
| 15    | Liegi-Bastogne-Liegi Under-23 (2023)                     | 1.2U | Francesco Busatto      | Circus-ReUz-Technord         |
| 16    | Giro della Città Metropolitana di Reggio Calabria (2023) | 1.1  | Jhonatan Restrepo      | GW Shimano-Sidermec          |
| 16    | Tour du Doubs (2023)                                     | 1.1  | Jesús Herrada          | Cofidis                      |
| 16    | Trofeo Città di San Vendemiano (2023)                    | 1.2U | Anders Foldager        | Biesse-Carrera               |
| 19-22 | Belgrado-Banja Luka (2023)                               | 2.2  | Gregor Matija Černe    | mebloJOGI Pro-concrete       |
| 23    | Rutland-Melton International Cicle Classic (2023)        | 1.2  | Luke Lamperti          | Trinity Racing               |
| 25    | Gran Premio della Liberazione (2023)                     | 1.2U | Alessandro Romele      | Team Colpack Ballan          |
| 25-1º | Tour de Bretagne (2023)                                  | 2.2  | Simon Pellaud          | Tudor Pro Cycling Team       |
| 28-30 | Vuelta a Asturias (2023)                                 | 2.1  | Lorenzo Fortunato      | Eolo-Kometa Cycling Team     |
| 29-3  | Carpathian Couriers Race (2023)                          | 2.2U | Gal Glivar             | Slovenia                     |
| 30    | GP Vorarlberg (2023)                                     | 1.2  | Michael Boroš          | Elkov-Kasper                 |

### Maggio
| Data  | Prova                                                         | Cat. | Vincitore            | Squadra                           |
| ----- | ------------------------------------------------------------- | ---- | -------------------- | --------------------------------- |
| 1º    | Eschborn-Francoforte Under-23 (2023)                          | 1.2U | Joshua Gudnitz       | Team ColoQuick                    |
| 1°    | Circuito del Porto-Trofeo Internazionale Arvedi (2023)        | 1.2  | Mattia Pinazzi       | Arvedi Cycling                    |
| 2-6   | International Tour of Hellas (2023)                           | 2.1  | Iúri Leitão          | Caja Rural-Seguros RGA            |
| 3-6   | International Bodensee Rundfahrt                              | 2.2  | annullata            | annullata                         |
| 6     | Ronde van Overijssel (2023)                                   | 1.2  | Coen Vermeltfoort    | VolkerWessels Cycling Team        |
| 6     | Sundvolden GP (2023)                                          | 1.2  | Ådne Holter          | Uno-X Dare Development Team       |
| 7     | Flèche Ardennaise (2023)                                      | 1.2  | Menno Husing         | Jumbo-Visma Development Team      |
| 7     | Parigi-Roubaix Espoirs (2023)                                 | 1.2U | Tijl De Decker       | Lotto Dstny Development Team      |
| 7     | Ringerike Grand Prix (2023)                                   | 1.2  | Jack Rootkin-Gray    | Saint Piran                       |
| 11-14 | Tour of Mesopotamia                                           | 2.2  | annullata            | annullata                         |
| 13    | Tour du Finistère (2023)                                      | 1.1  | Paul Penhoët         | Groupama-FDJ                      |
| 13    | Grand Prix Herning (2023)                                     | 1.2  | Mathias Norsgaard    | Danimarca                         |
| 14    | Boucles de l'Aulne-Châteaulin (2023)                          | 1.1  | Greg Van Avermaet    | AG2R Citroën Team\|               |
| 14    | Fyen Rundt (2023)                                             | 1.2  | Carl-Frederik Bévort | Uno-X Dare Development Team       |
| 14    | Gran Premio Industrie del Marmo (2023)                        | 1.2U | Christian Bagatin    | Sias Rime                         |
| 17-20 | Tour of Sakarya (2023)                                        | 2.2  | Martin Laas          | Astana Qazaqstan DT               |
| 17-21 | Flèche du Sud (2023)                                          | 2.2  | Pim Ronhaar          | Baloise-Trek Lions                |
| 18    | Circuit de Wallonie (2023)                                    | 1.1  | Jordi Meeus          | Bora-Hansgrohe                    |
| 20    | Veenendaal-Veenendaal Classic (2023)                          | 1.1  | Dylan Groenewegen    | Team Jayco AlUla                  |
| 21    | Antwerp Port Epic (2023)                                      | 1.1  | Dries De Bondt       | Alpecin-Deceuninck                |
| 21    | Rund um Köln (2023)                                           | 1.1  | Danny van Poppel     | Bora-Hansgrohe                    |
| 21    | GP Gorenjska (2023)                                           | 1.2  | Davide De Cassan     | Cycling Team Friuli               |
| 22-26 | Tour of Albania (2023)                                        | 2.2  | Maximilian Stedman   | Velo Schils Interbike Racing Team |
| 24-28 | Alpes Isère Tour (2023)                                       | 2.2  | Lennert Van Eetvelt  | Lotto Dstny Development Team      |
| 26-27 | Tour of Estonia (2023)                                        | 2.1  | Rasmus Bøgh Wallin   | Restaurant Suri-Carl Ras          |
| 26-28 | GP Beiras e Serra da Estrela (2023)                           | 2.1  | Artëm Nyč            | Glassdrive-Q8-Anicolor            |
| 26-28 | Tour de Mirabelle (2023)                                      | 2.1  | Jonas Geens          | Tarteletto-Isorex                 |
| 27    | Due Giorni Marchigiana - GP Santa Rita (2023)                 | 1.2  | Giosuè Epis          | Zalf Euromobil Fior               |
| 27    | Van Merksteijn Fences Classic (2023)                          | 1.1  | Caleb Ewan           | Lotto Dstny                       |
| 28    | Due Giorni Marchigiana - Trofeo Città di Castelfidardo (2023) | 1.2  | Matteo Pongiluppi    | Sias Rime                         |
| 29    | Ronde van Limburg (2023)                                      | 1.2  | Gerben Thijssen      | Intermarché-Circus-Wanty          |
| 29    | Parigi-Troyes (2023)                                          | 1.2  | Gwen Leclainche      | Philippe Wagner Cycling           |
| 30    | Mercan'Tour Classic Alpes-Maritimes (2023)                    | 1.1  | Richard Carapaz      | EF Education-EasyPost             |

### Giugno
| Data  | Prova                                                          | Cat. | Vincitore              | Squadra                           |
| ----- | -------------------------------------------------------------- | ---- | ---------------------- | --------------------------------- |
| 1°-4  | Oberösterreich Rundfahrt (2023)                                | 2.2  | Luca Vergallito        | Alpecin-Deceuninck DT             |
| 1°-4  | Ronde de l'Oise (2023)                                         | 2.2  | Frank van den Broek    | Abloc CT                          |
| 1°-4  | Tour of Malopolska (2023)                                      | 2.2  | Márton Dina            | ATT Investments                   |
| 2     | Giro dell'Appennino (2023)                                     | 1.1  | Marc Hirschi           | UAE Team Emirates                 |
| 2     | Trofeo Alcide De Gasperi (2023)                                | 1.2  | Davide De Pretto       | Zalf Euromobil Fior               |
| 3     | Heistse Pijl (2023)                                            | 1.1  | Olav Kooij             | Jumbo-Visma                       |
| 4     | Coppa della Pace (2023)                                        | 1.2U | Matteo Scalco          | Green Project-BardianiCSF-Faizanè |
| 4     | Memorial Philippe Van Coningsloo (2023)                        | 1.2  | Gianluca Pollefliet    | Lotto Dstny Development Team      |
| 7-11  | Aziz Shusha (2023)                                             | 2.2  | Emanuele Ansaloni      | Team Technipes #inEmiliaRomagna   |
| 9     | Grosser Preis des Kantons Aargau (2023)                        | 1.1  | Thibau Nys             | Trek-Segafredo                    |
| 9-11  | Tour d'Eure-et-Loir (2023)                                     | 2.2  | Noa Isidore            | CIC U Nantes Atlantique           |
| 10-11 | Kırıkkale Road Race (2023)                                     | 2.2  | Nikiforos Arvanitou    | Grecia                            |
| 11    | Elfstedenronde (2023)                                          | 1.1  | Jasper Philipsen       | Alpecin-Deceuninck                |
| 11-18 | Giro Next Gen (2023)                                           | 2.2U | Johannes Staune-Mittet | Jumbo-Visma Development Team      |
| 15-18 | Route d'Occitanie (2023)                                       | 2.1  | Michael Woods          | Israel-Premier Tech               |
| 16-18 | Tour du Pays de Montbéliard (2023)                             | 2.2  | Sten Van Gucht         | Bourg-en-Bresse Ain Cyclisme      |
| 28-1° | Course Cycliste Solidarnosc et des Champions Olympiques (2023) | 2.2  | Siim Kiskonen          | Tartu2024 Cycling Team            |

### Luglio
| Data  | Prova                                            | Cat. | Vincitore          | Squadra                           |
| ----- | ------------------------------------------------ | ---- | ------------------ | --------------------------------- |
| 2     | Giro del Medio Brenta (2023)                     | 1.2  | Giulio Pellizzari  | Green Project-BardianiCSF-Faizanè |
| 2     | Midden-Brabant Poort Omloop (2023)               | 1.2  | Thimo Willems      | VolkerWessels Cycling Team        |
| 2-6   | Österreich-Rundfahrt (2023)                      | 2.1  | Jhonatan Narváez   | Ineos Grenadiers                  |
| 4     | Trofeo Città di Brescia (2023)                   | 1.2  | Federico Guzzo     | Zalf Euromobil Fior               |
| 6-9   | Sibiu Cycling Tour (2023)                        | 2.1  | Mark Donovan       | Q36.5 Pro Cycling Team            |
| 8     | Grand Prix Erciyes (2023)                        | 1.2  | Maximilian Stedman | Beykoz Belediyesi Spor Kulübü     |
| 8     | Visegrad 4 Kerekparverseny (2023)                | 1.2  | Adam Ťoupalík      | Elkov-Kasper                      |
| 9     | Gran Premio di Lugano                            | 1.1  | annullata          | annullata                         |
| 9     | Grand Prix de la Ville de Nogent-sur-Oise        | 1.2  | annullata          | annullata                         |
| 9     | Visegrad 4 Bicycle Race-GP Slovakia (2023)       | 1.2  | Maciej Paterski    | Voster ATS Team                   |
| 11-16 | Giro della Valle d'Aosta (2023)                  | 2.2U | Darren Rafferty    | Hagens Berman Axeon               |
| 13-16 | Troféu Joaquim Agostinho (2023)                  | 2.2  | Mauricio Moreira   | Glassdrive-Q8-Anicolor            |
| 13-16 | Gemenc Grand Prix (2023)                         | 2.2  | Filip Řeha         | Elkov-Kasper                      |
| 15    | Slag om Norg                                     | 1.1  | annullata          | annullata                         |
| 19    | SD WORX BW Classic (2023)                        | 1.2  | Milan Fretin       | Team Flanders-Baloise             |
| 22    | Visegrad 4 Bicycle Race-GP Polski (2023)         | 1.2  | Itamar Einhorn     | Israele                           |
| 23    | Cupa Max Ausnit (2023)                           | 1.2  | Nicolás Tivani     | Corratec Selle Italia             |
| 23    | Grand Prix Kranj (2023)                          | 1.2  | Edoardo Zamperini  | Zalf Euromobil Fior               |
| 23    | Grand Prix de la ville de Pérenchies (2023)      | 1.2  | Rait Ärm           | Van Rysel-Roubaix Lille Métropole |
| 23    | Visegrad 4 Bicycle Race-GP Czech Republic (2023) | 1.2  | Adam Ťoupalík      | Elkov-Kasper                      |
| 25    | Prueba Villafranca de Ordizia (2023)             | 1.1  | Marc Hirschi       | UAE Team Emirates                 |
| 25    | Memoriał Andrzeja Trochanowskiego (2023)         | 1.2  | Itamar Einhorn     | Israele                           |
| 26-27 | Vuelta a Castilla y León (2023)                  | 2.1  | Eduardo Sepúlveda  | Lotto Dstny                       |
| 26-29 | Dookoła Mazowsza (2023)                          | 2.2  | Oded Kogut         | Israele                           |
| 26-30 | Tour Alsace (2023)                               | 2.2  | Sebastian Berwick  | Israel-Premier Tech               |
| 27-30 | Giro della Repubblica Ceca (2023)                | 2.1  | Florian Lipowitz   | Bora-Hansgrohe                    |
| 28-31 | Kreiz Breizh Elites (2023)                       | 2.2  | Hartthijs de Vries | TDT-Unibet Cycling Team           |
| 30    | Circuito de Getxo (2023)                         | 1.1  | Aleksej Lucenko    | Astana Qazaqstan Team             |
| 30    | Grand Prix Kültepe (2023)                        | 1.2  | Daniil Marukhin    | Vino SKO Team                     |
| 30    | Puchar Ministra Obrony Narodowej (2023)          | 1.2  | Bartosz Rudyk      | Voster ATS Team                   |
| 31-2  | Tour de l'Ain (2023)                             | 2.1  | Michael Storer     | Groupama-FDJ                      |

### Agosto
| Data  | Prova                                               | Cat. | Vincitore            | Squadra                           |
| ----- | --------------------------------------------------- | ---- | -------------------- | --------------------------------- |
| 1°-5  | 100th Anniversary Tour of The Republic (2023)       | 2.2  | Mengis Petros        | Beykoz Belediyesi Spor Kulübü     |
| 4-13  | Tour Cycliste International de la Guadeloupe (2023) | 2.2  | Benjamin Le Ny       | Uni Sport Lamentinois             |
| 5     | Scandinavian Race Uppsala                           | 1.2  | annullata            | annullata                         |
| 9-12  | Tour of Szeklerland (2023)                          | 2.2  | Martin Messner       | WSA KTM Graz p/b Leomo            |
| 9-20  | Volta a Portugal (2023)                             | 2.1  | Colin Stüssi         | Team Vorarlberg                   |
| 12    | Memoriał Henryka Łasaka (2023)                      | 1.2  | Michael Kukrle       | Team Felbermayr-Simplon Wels      |
| 13    | La Poly Normande (2023)                             | 1.1  | Arnaud De Lie        | Lotto Dstny                       |
| 13    | Gran Premio Sportivi di Poggiana (2023)             | 1.2U | Nicolò Pettiti       | Sias Rime                         |
| 13    | Grote Prijs Stad Halle                              | 1.2  | annullata            | annullata                         |
| 13    | Memoriał Jana Magiery (2023)                        | 1.2  | Michael Kukrle       | Team Felbermayr-Simplon Wels      |
| 15    | Grote Prijs Jef Scherens (2023)                     | 1.1  | Arnaud De Lie        | Lotto Dstny                       |
| 15-18 | Tour du Limousin (2023)                             | 2.1  | Romain Grégoire      | Groupama-FDJ                      |
| 16    | Gran Premio Capodarco (2023)                        | 1.2U | Matteo Ambrosini     | Team Colpack Ballan CSB           |
| 18-20 | Baltic Chain Tour (2023)                            | 2.2  | Rait Ärm             | Estonia                           |
| 19    | Druivenkoers-Overijse (2023)                        | 1.1  | Victor Campenaerts   | Lotto Dstny                       |
| 19    | Grand Prix Kaisareia (2023)                         | 1.2  | Anatolij Budjak      | Terengganu Polygon Cycling Team   |
| 20    | Egmont Cycling Race (2023)                          | 1.1  | Jasper De Buyst      | Lotto Dstny                       |
| 22-25 | Tour du Poitou-Charentes (2023)                     | 2.1  | Søren Wærenskjold    | Uno-X Pro Cycling Team            |
| 25-27 | Tour of Yiğido (2023)                               | 2.2  | Maximilian Stedman   | Beykoz Belediyesi Spor Kulübü     |
| 26-31 | Tour de Bulgarie (2023)                             | 2.2  | Michal Schuran       | ATT Investments                   |
| 27    | Ronde van de Achterhoek (2023)                      | 1.2  | Martijn Rasenberg    | Abloc CT                          |
| 30    | Muur Classic Geraardsbergen (2023)                  | 1.2  | Filippo Magli        | Green Project-BardianiCSF-Faizanè |
| 31-2  | Flanders Tomorrow Tour (2023)                       | 2.2U | Jakob Söderqvist     | Svezia                            |
| 31-3  | Giro della Regione Friuli Venezia Giulia (2023)     | 2.2  | Francesco Galimberti | Biesse-Carrera                    |

### Settembre
| Data  | Prova                                 | Cat. | Vincitore                    | Squadra                     |
| ----- | ------------------------------------- | ---- | ---------------------------- | --------------------------- |
| 2     | Lillehammer GP (2023)                 | 1.2  | Christian Ingemann Lindquist | Restaurant Suri-Carl Ras    |
| 2-3   | In the footsteps of the Romans (2023) | 2.2  | Filippo Fortin               | Maloja Pushbikers           |
| 3     | Grand Prix de Plouay (2023)           | 1.2  | Pierre Thierry               | Morbihan Fybolia GOA        |
| 3     | Gylne Gutuer (2023)                   | 1.2  | Andreas Stokbro              | Leopard Togt Pro Cycling    |
| 7-9   | Tour of Kosovo (2023)                 | 2.2  | Nicolò Garibbo               | Gragnano Sporting Club      |
| 7-10  | Okolo Jižních Čech (2023)             | 2.2  | Martin Solhaug Hansen        | Uno-X Dare Development Team |
| 7-10  | Tour of Van (2023)                    | 2.2  | Daniil Marukhin              | Kazakistan                  |
| 10    | Grand Prix de la Somme (2023)         | 1.2  | Bastien Pichon               | ESEG Douai                  |
| 13    | Giro di Toscana (2023)                | 1.1  | Pavel Sivakov                | Ineos Grenadiers            |
| 13-17 | Okolo Slovenska (2023)                | 2.1  | Rémi Cavagna                 | Soudal Quick-Step           |
| 15    | Kampioenschap van Vlaanderen (2023)   | 1.1  | Jasper Philipsen             | Alpecin-Deceuninck          |
| 16    | Memorial Marco Pantani (2023)         | 1.1  | Aleksej Lucenko              | Astana Qazaqstan Team       |
| 17    | Gooikse Pijl (2023)                   | 1.1  | Jasper Philipsen             | Alpecin-Deceuninck          |
| 17    | Grand Prix d'Isbergues (2023)         | 1.1  | Matteo Moschetti             | Q36.5 Pro Cycling Team      |
| 17    | Trofeo Matteotti (2023)               | 1.1  | Sjoerd Bax                   | UAE Team Emirates           |
| 17    | Grote Prijs Rik Van Looy (2023)       | 1.2  | Rasmus Bøgh Wallin           | Restaurant Suri-Carl Ras    |
| 20    | Omloop van het Houtland (2023)        | 1.1  | Gerben Thijssen              | Intermarché-Circus-Wanty    |
| 22-24 | Adriatica Ionica Race                 | 2.1  | annullata                    | annullata                   |
| 24    | Parigi-Chauny (2023)                  | 1.1  | Jasper Philipsen             | Alpecin-Deceuninck          |
| 26    | Ruota d'Oro (2023)                    | 1.2U | Gil Gelders                  | Soudal-Quick-Step Devo Team |
| 26-1° | Giro di Croazia (2023)                | 2.1  | Orluis Aular                 | Caja Rural-Seguros RGA      |
| 27-1° | Ronde de l'Isard                      | 2.2U | annullata                    | annullata                   |
| 28    | Coppa Agostoni (2023)                 | 1.1  | Davide Formolo               | UAE Team Emirates           |
| 28-1° | Tour of Istanbul (2023)               | 2.2  | Gustav Wang                  | Restaurant Suri-Carl Ras    |
| 30    | Grand Prix Pino Cerami (2023)         | 1.2  | James Fouché                 | Bolton Equities Black Spoke |

### Ottobre
| Data  | Prova                                 | Cat. | Vincitore              | Squadra                      |
| ----- | ------------------------------------- | ---- | ---------------------- | ---------------------------- |
| 1°    | Famenne Ardenne Classic (2023)        | 1.1  | Arnaud De Lie          | Lotto Dstny                  |
| 1°    | Tour de Vendée (2023)                 | 1.1  | Arnaud Démare          | Team Arkéa-Samsic            |
| 1°    | Trofeo Baracchi                       | 1.1  | annullata              | annullata                    |
| 1°    | Il Piccolo Lombardia (2023)           | 1.2U | William Junior Lecerf  | Soudal Quick-Step Devo Team  |
| 3     | Binche-Chimay-Binche (2023)           | 1.1  | Luca Mozzato           | Team Arkéa-Samsic            |
| 3     | Coppa Città di San Daniele (2023)     | 1.2  | Archie Ryan            | Jumbo-Visma Development Team |
| 4     | Visit Friesland Elfsteden Race (2023) | 1.1  | Jasper Philipsen       | Alpecin-Deceuninck           |
| 5     | Parigi-Bourges (2023)                 | 1.1  | Arnaud Démare          | Team Arkéa-Samsic            |
| 8     | Parigi-Tours Espoirs (2023)           | 1.2U | Sakarias Koller Løland | Uno-X Dare Development Team  |
| 8-15  | Giro di Turchia (2023)                | 2.1  | Aleksej Lucenko        | Astana Qazaqstan Team        |
| 11-14 | Tour de Serbie                        | 2.2  | annullata              | annullata                    |
| 15    | Chrono des Nations (2023)             | 1.1  | Joshua Tarling         | Ineos Grenadiers             |
| 15    | Chrono des Nations Espoirs (2023)     | 1.2U | Kacper Gieryk          | JEGG-DJR Academy             |
| 18-22 | Turul României                        | 2.1  | annullata              | annullata                    |